# Rembrands en zijn meesterlijcke streken
Rembrands en zijn meesterlijcke streken è un documentario cortometraggio del 1997 diretto da Frank Alsema e basato sulla vita del pittore olandese Rembrandt van Rijn.